# 性同一性障害特例法違憲裁判
この項目では、性同一性障害者の性別の取扱いの特例に関する法律（性同一性障害特例法）の、戸籍上の性別変更制度における要件の違憲性が争われた裁判について述べる。

## 概要

### 法の規定
性同一性障害特例法3条は、「性同一性障害者」に対して、同条各号の要件を満たす場合に、家庭裁判所が行う性別の取扱いの変更の審判による戸籍上の性別の変更を認めている。

#### 性別変更の要件
年齢要件（1号要件）:18歳以上であること。
非婚要件（2号要件）:現に婚姻をしていないこと。
子なし要件（3号要件）:現に未成年の子がいないこと。
生殖不能要件（4号要件）:生殖腺がないこと又は生殖腺の機能を永続的に欠く状態にあること。
外観要件（5号要件）:その身体について他の性別に係る身体の性器に係る部分に近似する外観を備えていること。

### 裁判における争点
同法を巡る裁判においては、に上記の要件のうち、年齢要件（1号要件）以外について、下記の点から、違憲性が主張されている。
- 非婚要件（2号要件）は、性同一性障害者がパートナーとの婚姻の継続を合意している場合でも、例外なく離婚を要請するものであり、憲法13条、14条1項等に違反する。
- 子なし要件（3号要件）は、個人の身分に関する事項が、子の有無によって左右されるものとしており、憲法13条、14条1項等に違反する。
- 生殖不能要件（4号要件）と外観要件（5号要件）を充足するためには性転換手術が必要であり、身体に著しい侵襲を伴う不可逆的な手術を要求するものであるから、憲法13条、14条1項等に違反する。

## 裁判の経過
| 裁判期日                | 場所 | 審級           | 裁判所（裁判長）                 | 裁判       | 憲法判断                | 憲法判断     | 個別意見                                                       | 備考                       | 出典         |
| ----------------------- | ---- | -------------- | -------------------------------- | ---------- | ----------------------- | ------------ | -------------------------------------------------------------- | -------------------------- | ------------ |
| 2019（平成31）年1月23日 | 津山 | 特別抗告審決定 | 最高裁判所第二小法廷（三浦守）   | 申立て棄却 | 生殖不能要件（4号要件） | 条件付き合憲 | 鬼丸かおる・三浦守：生殖不能要件は違憲の疑いを否定できない     |                            | [ 裁判例 1 ] |
| 2020（令和2）年3月11日  | 京都 | 特別抗告審決定 | 最高裁判所第二小法廷（岡村和美） | 申立て棄却 | 非婚要件（2号要件）     | 合憲         | （なし）                                                       |                            | [ 裁判例 2 ] |
| 2021（令和3）年11月30日 | 尼崎 | 特別抗告審決定 | 最高裁判所第三小法廷（林道晴）   | 申立て棄却 | 子なし要件（3号要件）   | 合憲         | 宇賀克也：子なし要件は違憲                                     |                            | [ 裁判例 3 ] |
| 2023（令和5）年10月11日 | 浜松 | 第一審決定     | 静岡家庭裁判所浜松支部           | 申立て認容 | 生殖不能要件（4号要件） | 違憲         |                                                                |                            | [ 報道 1 ]   |
| 2020（令和）年月日      | 岡山 | 抗告審決定     | 広島高等裁判所岡山支部           | 申立て棄却 | 生殖不能要件（4号要件） | 合憲         |                                                                |                            | [ 裁判例 4 ] |
| 2020（令和）年月日      | 岡山 | 抗告審決定     | 広島高等裁判所岡山支部           | 申立て棄却 | 外観要件（5号要件）     | 合憲         |                                                                |                            | [ 裁判例 4 ] |
| 2024（令和5）年10月25日 | 岡山 | 特別抗告審決定 | 最高裁判所大法廷（戸倉三郎）     | 破棄差戻し | 生殖不能要件（4号要件） | 違憲         |                                                                | 平成31年決定につき判例変更 | [ 裁判例 4 ] |
| 2024（令和5）年10月25日 | 岡山 | 特別抗告審決定 | 最高裁判所大法廷（戸倉三郎）     | 破棄差戻し | 外観要件（5号要件）     | 判断せず     | 三浦守・草野耕一・宇賀克也：差し戻さずに外観要件を違憲とすべき |                            | [ 裁判例 4 ] |
| 2024（令和6）年7月10日  | 岡山 | 差戻抗告審決定 | 広島高等裁判所                   | 申立て認容 | 外観要件（5号要件）     | 違憲         |                                                                |                            | [ 報道 2 ]   |

### 非婚要件（2号要件）

#### 2020年（令和2年）最高裁第二小法廷決定（合憲）
2020年（令和2年）3月11日、現に婚姻していないことを必要とする要件（本法3条1項第2号）の違憲性が問われた家事審判で、最高裁第二小法廷（岡村和美裁判長）は、「異性間においてのみ婚姻が認められている現在の婚姻秩序に混乱を生じさせかねない等の配慮に基づくものとして、合理性を欠くものとはいえないから、国会の裁量権の範囲を逸脱するものということはできない」として、「合憲」とする初判断を示した。裁判官全員一致の意見である。

#### その後の動き
2024年（令和6年）9月4日、東日本に所在する家庭裁判所は、トランスジェンダーの夫婦が戸籍上の性別の変更を求めていた家事審判において、ともに申立てを認容した。この夫婦は、2024年5月の同じ日に申立てを行ったところ、家庭裁判所は併合審理を行った。家庭裁判所は、審判において、同夫婦は非婚要件（2号要件）に欠けるとした上で、2020年（令和2年）最高裁第二小法廷決定で示された「現在の婚姻秩序に混乱を生じさせかねない等の配慮」という同要件の趣旨からすれば、夫婦が同時に性別変更を行えば同性婚の状態が生じないため、性別変更を認めるのが相当である、とした。
2024年（令和6年）7月16日、すでに女性と婚姻している、戸籍上の性別は男性のトランスジェンダーが、本要件は憲法違反であるとして、性別取り扱いを男性から女性に変更することを求めて、京都家庭裁判所に家事審判を申し立てた。同法の未婚要件の規定は、現行民法が認めていない同性婚状態が生まれてしまうことによる戸籍上の不都合を回避するために設けられたものであるが、申立人は同性婚を認めないことが憲法違反であり、また性別取り扱い変更のためには離婚をしなければならない現状は人権侵害であると主張している。2025年（令和7年）1月21日に審尋が行われ、同年度中に審判がなされる見込み。

### 子なし要件（3号要件）
2021年（令和3年）11月30日、現に未成年の子がいないことを必要とする要件（本法3条1項第3号）の違憲性が問われた家事審判で、最高裁第三小法廷（林道晴裁判長）は、「合憲」とする初判断を示した。一方、宇賀克也裁判官は、同規定は憲法に違反するとする反対意見を述べた。

### 生殖不能要件（4号要件）

#### 2019年（平成31年）最高裁第二小法廷決定（条件付き合憲）
2019年（平成31年）1月23日、生殖機能を失わせる手術を必要とする要件（本法3条1項第4号）の違憲性が問われた家事審判で、最高裁第二小法廷（三浦守裁判長）は、「現時点では合憲」とする初判断を示した。ただし、社会状況の変化に応じて判断は変わりうるとし、「不断の検討」を求めた。また、2人の裁判官（鬼丸かおる、三浦守）は「憲法違反の疑いが生じていることは否定できない」という補足意見を述べた。「生殖腺や生殖機能がないこと」の要件で、卵巣や精巣を摘出する性別適合手術が必要となるため、審判では憲法13条（個人の尊重・幸福追求権）や14条（法の下の平等）との整合性が争点となり、「現時点では」という条件付きで合憲と結論づけた。4人の裁判官全員一致の意見である。
その一方で、2023年（令和5年）10月11日付で、静岡家庭裁判所浜松支部が、生殖機能を失わせる手術を必要とする要件は違憲であると判断した。

#### 2023年（令和5年）最高裁大法廷決定（違憲）
そして、2023年（令和5年）10月25日付で、最高裁判所大法廷（戸倉三郎裁判長）は、同要件は憲法13条に反し違憲・無効であると判示し、前期2019年（平成31年）最高裁第二小法廷決定につき判例変更を行った。15人の裁判官全員一致の意見である。
最高裁判所が日本の法令を違憲としたのはこれが12件目となる。また、憲法13条違反を理由とする最高裁判所大法廷による法令違憲の判断は初めての事例である。
本決定では、憲法13条が「自己の意思に反して身体への侵襲を受けない自由」を保障していることは明らかであるとした上で、生殖不能要件の目的である、トランス男性の出産といった現行法令が想定していない事態を防ぐということについて、「生殖腺除去手術を受けずに性別変更審判を受けた者が子をもうけることにより親子関係等に関わる問題が生ずることは、極めてまれなこと」であり、また、「法律上の親子関係の成否や戸籍への記載方法等の問題は、法令の解釈、立法措置等により解決を図ることが可能なもの」と判断した。加えて、性同一性障害者に対する生殖腺の摘出の治療は必ずしも行われなくなっており、「医学的にみて合理的関連性を欠く制約」であるとし、そのため同規定は「必要かつ合理的なものということはできない」と判断している。

#### その後の動き
本決定を受けて、厚生労働省、法務省は、性同一性障害の診断書に生殖能力の有無を記載する必要はないとする通達を出したほか、生殖機能を残したまま家庭裁判所が性別変更を認める事例も生まれている。

### 外観要件（5号）

#### 2023年（令和5年）最高裁大法廷決定（違憲）
前掲の2023年（令和5年）の家事審判では、特にトランス女性にとっては陰茎切除術等が必須となるものである、変更先の性別の性器に類似した外観を持つことを必要とする要件（本法3条1項第5号）について、申立人はすでにこの要件に該当するものであって、仮に該当しないものであるとすれば本要件は違憲・無効であるとの主張がなされた。
だが、前掲の大法廷決定では、申立人の外観要件該当性及び違憲性は高裁の決定にて検討されていないとして、判断をせずに審理を高裁に差し戻した。一方で、3人の裁判官（三浦守、草野耕一、宇賀克也）は外観要件についても憲法に違反し、差し戻さずに性別変更を認めるべきであるとする反対意見を述べた。
なお、そのうち、三浦守裁判官と草野耕一裁判官の反対意見では、公衆浴場やトイレ等の性別の利用に関する問題が指摘されている（後述）。

#### その後の動き
2024年7月10日、広島高等裁判所は前掲した事件の差戻審において、生殖不能要件（4号要件）の違憲無効を前提として、外観要件（5号要件）についても、「手術が常に必要ならば違憲の疑いがある」とした上で、「他者の目に触れたときに特段の疑問を感じないような状態」であれば手術がなくとも性別変更が認められうるとし、申立人がホルモン治療によってすでに女性的な体になっていることなどから、申立人の性別変更を認める決定をした。

#### 公衆浴場やトイレの利用を巡る問題
前掲の2023年最高裁大法廷決定の反対意見においては、特に外観要件（5号要件）を満たさない、つまり、変更前の外性器の形状の変更を経ていない者（以下「5号要件非該当者」とする。）が公衆浴場やトイレを利用するにあたって生じ得るとされる問題について、以下のように検討がなされた。

##### 裁判官の見解

###### 公衆浴場等の利用
- 三浦守裁判官は、以下のように述べる[裁判例 4]。
  - 性同一性障害者が、「他の性別の人間として受け入れられたいと望みながら、あえて他の利用者を困惑させ混乱を生じさせると想定すること自体、現実的ではない。これらのことからすると、5号規定がなかったとしても、性同一性障害者の公衆浴場等の利用に関して社会生活上の混乱が生ずることは、極めてまれなことである。」
  - 公衆浴場等では条例の基準や厚生省生活衛生局長の通知に基づき、各事業者の措置で性別の区分がなされており、それが身体的な外観に基づき行われるのは「社会生活上の規範」といえる。
  - この「社会生活上の規範」は、各事業者に措置により生ずるもので、5号要件によるものではない。
  - 「事業者の措置がより明確になるよう、必要に応じ、例えば、浴室の区分や利用に関し厚生労働大臣の技術的助言を踏まえた条例の基準や事業者の措置を適切に定めるなど、相当な方策を採ることができる」ため、「現在と同様に利用者が安心して利用できる状況を維持することは十分に可能と考えられる。」
  - 「男性の外性器の外観を備えた者が、心の性別が女性であると主張して、女性用の公衆浴場等に入ってくるという指摘がある。しかし、5号規定は、治療を踏まえた医師の具体的な診断に基づいて認定される性同一性障害者を対象として、性別変更審判の要件を定める規定であり、5号規定がなかったとしても、単に上記のように自称すれば女性用の公衆浴場等を利用することが許されるわけではない。」

- 草野耕一裁判官は、以下のように述べる[裁判例 4]。
  - 5号要件の制約目的は「自己の意思に反して異性の性器を見せられて羞恥心や恐怖心あるいは嫌悪感を抱かされることのない利益」（以下「意思に反して異性の性器を見せられない利益」とする。）にあり、これは尊重に値する利益である。
  - その一方で、そもそも性同一性障害者は極めて少なく、「『意思に反して異性の性器を見せられない利益』が尊重されてきた我が国社会の伝統的秩序を知りながらあえて許容区域に入場し、そこで自らの性器を他の利用者に見えるように行動しようとする者はもっと少なく、存在するとしても、ごく少数にすぎない」ために、そもそも「意思に反して異性の性器を見せられない利益」が損なわれる事態が発生する可能性はそもそも極めて低い。
  - 公衆浴場等は、これを公衆の用に供することを業として行う者の管理下にあり、そこでは、専ら身体的な特徴によって「男女」の区分を設けたり、無償又は有償で貸与する水着を着用することを条件とするなどの措置がとられることが期待できる。
  - 5号要件が合憲とされる社会は、「意思に反して異性の性器を見せられない利益」が5号要件非該当者によって損なわれることがおよそ起こり得ないという点において、たしかに静謐な社会であるといえる」が、「その静謐さは5号要件非該当者の自由ないし利益の恒常的な抑圧によって購われたものにほかならない」。
  - 5号規定が違憲とされる社会は、「5号要件非該当者による許容区域の利用規則の有り様についての諸見解が、様々な公共空間において議論の対象となることが予想され」「5号規定が合憲とされる社会と比べるといささか喧しい社会であるといえるかもしれない。しかしながら、この喧しさは、5号要件非該当者とそれ以外の国民双方の自由と利益を十分尊重した上で、国民が享受し得る福利を最大化しようとする努力とその成果と捉え得るものである。」

###### トイレ等の利用
三浦守裁判官は、以下のように論じる。
- トイレ等は「通常、他人の外性器に係る部分の外観を認識する機会が少なく、その外観に基づく区分がされているものではない」
- 「利用者が安心して安全にトイレ等を利用できることは、全ての利用者にとって重要な問題であるが、各施設の性格（学校内、企業内、会員用、公衆用等）や利用の状況等は様々であり、個別の実情に応じ適切な対応が必要である。また、性同一性障害を有する者にとって生活上欠くことのできないトイレの利用は、性別変更審判の有無に関わらず、切実かつ困難な問題であり、多様な人々が共生する社会生活の在り方として、個別の実情に応じ適切な対応が求められる。」

##### 反応
この点につき、厚生労働省は、各都道府県等向けの技術的助言として、公衆浴場等における男女の区別は「身体的な特徴をもって判断するもの」とする通知を、2023年6月23日付で発している。また、自由民主党の「全ての女性の安心・安全と女子スポーツの公平性等を守る議員連盟」は、この通知の内容を法制化することで実効性を高めるとして、秋の臨時国会での法案提出を目指すとしている。